# Vattensorkar
Vattensorkar eller jordsorkar (Arvicola) är ett släkte i underfamiljen sorkar som består av tre arter;  den i norra Europa förekommande vattensorken (Arvicola amphibius), den sydvästeuropeiska sydlig vattensork (Arvicola sapidus) och den i Central- och Sydeuropa förekommande Arvicola scherman.
Detta släkte skiljer sig från skogssorkar genom mörkare, grå- eller svartaktig färg och genom sina inte utanför pälsen synliga öron. Deras undre framtändernas rötter skapar en tydlig upphöjning på käkbenets utsida. I Sverige förekommer till exempel arten vattensork.
Med en kroppslängd upp till 22 centimeter (från 12 centimeter) är arterna störst bland dessa medlemmar av underfamiljen sorkar som förekommer i Gamla världen. Svansens längd är 7 till 12 centimeter och vikten varierar mellan 70 och 250 gram. På grund av den tjocka pälsen och hårfransar vid fötterna är de bra anpassade för vistelsen i vattnet. Även på fötternas sulor förekommer hår. Arterna har klor vid alla fingrar och tår. Antalet spenar hos honor är åtta.
Vattensorkar håller ingen vinterdvala och de kan vara dag- samt nattaktiva. Arterna har vattenväxter, örter, gräs, kvistar, unga växtskott, rötter och frukter som ligger på marken som föda. För övrigt är levnadssättet främst känt för vattensorken (se motsvarande artikel).
Vattensorken är vanlig i hela utbredningsområdet och betraktas i vissa regioner som skadedjur. De andra två arterna är däremot jämförelsevis sällsynta.
Ibland listas vattensorkar som ett undersläkte till släktet åkersorkar (Microtus). I dessa fall räknas även den amerikanska arten Microtus richardsoni till vattensorkar.
På grund av sin storlek är vattensorkar omtyckta byten för rovdjur och rovfåglar.